# Conjure One
Conjure One es un grupo de música electrónica canadiense encabezado por Rhys Fulber, quien es conocido por ser fundador y miembro de Front Line Assembly y Delerium junto con su compañero Bill Leeb.

## Historia
Rhys Fulber dejó Front Line Assembly y a su compañero Bill Leeb en 1997 cuando decide comenzar a buscar su carrera como solista. Posteriormente su álbum debut fue anunciado, Fulber vio su trabajo producido y mezclado lanzado hasta septiembre de 2002.
El álbum denominado Conjure one fue una mezcla de caracteres electrónicos de Fulber que fueron hechos mediante un previo trabajo con base de teclados y sonidos mediante Dance y Beat con influencias de la música del medio oriente e inspirado en melodías más apegadas al estilo de Delerium.
Algunas de sus canciones están orientadas al pop integrando a cantantes, primeramente Poe y Chemda quien canta íntegramente en árabe. Sinéad O'Connor, Marie Claire D'Ubaldo y Jeff Martin de The Tea Party también cantan.
Antes de regresar a Front Line Assembly y Delerium en 2005, Fulber realizó el segundo álbum titulado Extraordinary Ways. Este álbum tiene sonidos más contemporáneos, incluyendo a prominentes guitarristas del trip hop. Varios vocalistas participan en el disco, entre ellos Tiff Lacey (que en créditos aparece como "Jane"), Chemda, Joanna Stevens y el mismo Fulber (En una versión de la banda punk Buzzcocks). 
En 2007 la cantante alemana Sandra Cretu hizo una versión de la canción "sleep", el cual es una pista adicional del sencillo The Way I Am.

## Discografía
La discografía de Conjure One comprende hasta el momento tres álbumes de estudio, cinco sencillos y tres remixes.

### Álbumes
1. Conjure One (Nettwerk, 2002)
2. Extraordinary Ways (Nettwerk, 2005)
3. Exilarch (Nettwerk 2010)
4. Holoscenic (Armada 2015)

### Sencillos
- "Center of the Sun" (Con Poe) (2003)
- "Tears From The Moon" (Con Sinéad O'Connor) (2003)
- "Sleep" (Con Marie Claire D'Ubaldo) (2003)
- "Extraordinary Way" (2005)
- "Face the Music" (2006)
- "I Dream In Colour" (2010)
- "Like Ice" (2011)
- "Still Holding On" (Con Aruna) (2013)
- "Under the Gun" (Con Leigh Nash) (2013)

### Remixes
- P.O.D. - "Youth of the Nation" (Conjure One Remix)
- The Crüxshadows - "Dragonfly (Conjure One Remix)"
- Collide - "Tempted (Conjure One Mix)"